# パク・ハソン
パク・ハソン（박 하선、朴 河宣、1987年10月22日 - ）は、韓国・ソウル特別市出身の女優。身長165cm、体重45kg。東国大学校演劇映画学科。エスエルエンターテイメント所属。
2017年、ドラマ『TWO WEEKS』で共演したリュ・スヨンと結婚し、同年に長女をもうけている。

## 出演作品

### 映画
- アパートメント（2006年）
- お母さんは死なない（2007年）
- バカ（2008年）
- 19歳の母（2009年）
- 影島大橋（2010年）
- 注文津（2010年）
- 奇跡のジョッキー（2011年）
- 世界で一番美しい別れ（2011年）
- 音痴クリニック（2012年）
- 劇場版スリーデイズ〜愛と正義〜（2014年）
- ミッドナイト・ランナー（2017年）

### テレビドラマ
- 愛は奇跡が必要（2005年、SBS） - ソン・ユンジュ役
- 京城スキャンダル（2007年、KBS） - ソ・ヨンナン役
- 王と私（2007年-2008年、SBS） - 廃妃シン氏役
- 強敵たち（2008年、KBS） - ソ・ウニョン役
- 伝説の故郷-四辰剣の呪い編（2008年、KBS） - ヒャンイ役
- アクシデント・カップル（2009年、KBS） - チェ・スヨン役
- ロマンス・ゼロ（2009年、MBC） - ナム・ヒョンジン役
- もう止まらない〜涙の復讐（2009年-2010年、MBC） - イ・ジュア役
- トンイ（同伊）（2010年、MBC） - イニョン王后役
- ハイキック3 -短足の逆襲- （2011年-2012年、MBC） - パク・ハソン役
- 花を咲かせろ! イ・テベク（2013年、KBS） - ペク・ジユン（ペク・ヒョンジン）役
- TWO WEEKS（2013年、MBC） - ソ・イネ役
- じゃがいも星（2013年-2014年、tvN）
- スリーデイズ〜愛と正義〜（2014年、SBS） - ユン・ボウォン役
- 誘惑（2014年、SBS） - ナ・ホンジュ役
- おひとりさま～一人酒男女～ （2016年、tvN） - パク・ハナ役
- 平日午後3時の恋人たち（2019年、channel A） - ソン・ジウン役
- ミョヌラギ（2020年、WEB） - ミン・サリン役
- パンドラの世界（2020年、tvN） - チョ・ウンジョン役
- 黒い太陽（2021年、MBC） - ソ・スヨン役
- ミョヌラギ2（2022年、WEB） - ミン・サリン役

## 受賞歴
- 2010年 MBC演技大賞 女性新人賞
- 2011年 第5回大韓民国の分かち合い対象の女性家族部長官賞
- 2011年 MBC放送芸能大賞 コメディーコメディ部門女性優秀賞
- 2012年 第48回百想芸術大賞テレビ部門 女性芸能賞